# ミサイルの一覧/S
Sで始まるミサイルの一覧。

## S
- S-25
- S-75
- S-125（ネヴァー）
- S-200
- S-300
  - S-300F（フォールト）
  - S-300PMU（グランブル）
- S-400（トリウームフ）
- SA-1（ギルド、S-25）
- SA-2（ガイドライン、S-75）
- SA-3（ゴア、S-125ネヴァー）
- SA-4（ガネフ、2K11クルーグ）
- SA-5（ガモン、S-200）
- SA-6（ゲインフル、2K12クープ)
- SA-7（グレイル、9K32ストレラ2）
- SA-8（ゲッコー、9K33オサー）
- SA-9（ガスキン、9K31）
- SA-10（グランブル、S-300PMU）
- SA-11（ガドフライ、9K37ブークM）
- SA-12（S-300V）
  - SA-12a（グラディエーター）
  - SA-12b（ジャイアント）
- SA-13（ゴーファー、9K35ストレラ10）
- SA-14（グレムリン、9K34ストレラ3）
- SA-15（ガントレット、9K330トール）
- SA-16（ギムレット、9K38イグラ1）
- SA-17（グリズリー、9K37ブークM1-2）
- SA-18（グロース、9K38イグラ）
- SA-19（グリソン、2K22ツングースカ、9M311）
- SA-20（ガーゴイル、S-300PMU-1）
- SA-21（グラウラー、S-400トリウームフ）
- SA-22（グレイハウンド、96K6パーンツィリ-S1）
- SA-23（グラディエーター、S-300VM、9K81M）
- SA-24（グリンチ、9K38イグラS）
- SA-N-1（ゴア、M-1ヴォルナ）
- SA-N-3（ゴブレット、M-11シュトルム）
- SA-N-4（ゲッコー、4K33オサーM）
- SA-N-6（グランブル、S-300Fフォールト）
- SA-N-7（ガドフライ、3K90ウラガーン）
- SA-N-9（ガントレット、3K95 キンジャール）
- SA-N-20（ガーゴイル、S-300FM フォールトM）
- SCALP-EG（ストーム・シャドウ）
- ShanDian（閃電）
  - SD-10（PL-12）
- SLAM
  - SLAM-ER
- SM-62
- SM-64
- SM-73
- SPYDER
- SS.10
- SS.11
- SS.12
- SS-1（スカナー、R-1）
  - SS-1b（スカッド、R-11)
  - SS-1c（スカッド、R-17)
- SS-2（シブリング、R-2）
- SS-3（シャイスター、R-5）
- SS-4（サンダル、R-12）
- SS-5（スキーン、R-14）
- SS-6（サップウッド、R-7）
- SS-7（サドラー、R-16）
- SS-8（サシン、R-9）
- SS-9（スカープ、R-36）
- SS-11（シーゴ、UR-100）
- SS-12（スケールボード、TR-1）
- SS-13（サベージ、RT-2）
- SS-14（スキャンプ、RT-15）
- SS-15（スクルージ、RT-20）
- SS-16（シナー、RT-21）
- SS-17（スパンカー、MR-UR-100）
- SS-18（サタン、R-36）
- SS-19（スティレット、UR-100N）
- SS-20（セイバー、RT-21M）
- SS-21（スカラブ、9K79、OTR-21）
- SS-22（スケールボード、9K76、OTR-22）
- SS-23（スパイダー、9K714、OTR-23）
- SS-24（スカルペル、RT-23）
- SS-25（シックル、RT-2PM）
- SS-26（ストーン、9K720 イスカンデル）
- SS-27（シックルB、RT-2PM2）
- SS-28（セイバー2、RT-21M）
- SS-29（RS-24 ヤルス）
- SS-300
- SS-600
- SS-1000
- SS-N-1（スクラバー、P-1）
- SS-N-2（スティクス、P-15）
- SS-N-3（シャドック、P-5）
- SS-N-4（サーク、R-13）
- SS-N-5（スクラバー、P-21）
- SS-N-6（サーブ、R-27）
- SS-N-7（スターブライト、P-70 アメチースト）
- SS-N-8（ソーフライ、R-29）
- SS-N-9（サイレン、P-120）
- SS-N-12（サンドボックス、P-500）
- SS-N-14（サイレックス、RPK-3）
- SS-N-15（スターフィッシュ、RPK-2）
- SS-N-16（スタリオン、RPK-6/RPK-7）
- SS-N-17（スナイプ、R-31）
- SS-N-18（スティングレイ、R-29R）
- SS-N-19（シップレック、R-700）
- SS-N-20（スタージョン、R-39）
- SS-N-21（サンプソン、RK-55）
- SS-N-22（サンバーン、R-270）
- SS-N-23（スキフ、R-29RM）
- SS-N-24（スコーピオン、Kh-90）
- SS-N-25（スイッチブレード、Kh-35）
- SS-N-26（ストローバル、P-800 オーニクス）
- SS-N-27（シズラー、3M54E）
- SS-N-28（R-39UTTKhバルク）
- SS-N-29（RPK-9）
- SS-X-10（スクラグ、GR-1）
- SSM-A-23（ダート）
- ShangYou（上游）
  - SY-1
  - SY-2